# Полканов Юрій Олександрович
Юрій Олександрович Полканов (10 березня 1935, Сімферополь — 29 лютого 2020) — академік Академії технологічних наук України (1993), доктор геолого-мінералогічних наук, головний науковий співробітник Українського державного інституту мінеральних ресурсів в Сімферополі, відомий караїм, керівник наукового центру Асоціації кримських караїмів. Лауреат Державної премії України в галузі науки і техніки.

## Біографія
Закінчив школу № 14 міста Сімферополя в 1952 році. У 1957 році закінчив Дніпропетровський гірничий інститут. Одружений, має 4 дітей і 6 онуків.

## Сім'я
Батько Юрія Полканова — Олександр Іванович Полканов (1884-1971), адвокат за освітою, народився в Криму в сім'ї православного священика, який з 1891 року служив при Покровській церкві м. Судака. Після революції Олександр Іванович займав ряд посад у галузі охорони пам'яток мистецтва, старовини і народного побуту, був один з організаторів Російського товариства з вивчення Криму. У роки німецької окупації, будучи директором Кримського краєзнавчого музею, сховав і зберіг у тайниках і сховищах багато музейних експонатів і цінностей. У ті ж роки він активно займався діяльністю з порятунку караїмів від фізичного знищення, опублікувавши ряд робіт, що підкреслюють їх тюркське походження (1943 рік). Після війни репресований як «колабораціоніст». Реабілітований у 1956, однак його роботи були заборонені і не опубліковувались до 1989 року.
Мати — Кальфа Ганна Іллівна (1904-1960), караїмка.
Син — Дмитро Юрійович Полканов, заслужений працівник культури АРК, перший заступник голови Асоціації кримських караїмів, голова Сімферопольської караїмської релігійної громади «Чолпан» і Етно-культурного центру кримських караїмів «Кале», керівник ЖЕУ КП ЖЕО Центрального району міста Сімферополя.
Дочка — Ганна Юріївна Полканова, заслужений працівник культури АРК, старший науковий співробітник КРУ Бахчисарайський історико-культурний заповідник, лауреат премії АРК в номінації «Внесок у миротворчу діяльність, розвиток і процвітання Криму», автор багатьох публікацій з караїмської проблематики.

## Наукова діяльність

### Геологія
Гірничий інженер-геолог, дослідник в галузі пошукової та технологічної мінералогії, провідний науковий співробітник Кримського відділення Державного геолого-розвідувального інституту. Вів роботи на Уралі, в Казахстані, Сибіру, в Україні.
Основний напрямок наукової діяльності - це вивчення нетрадиційних дрібних алмазів (космогенні, метаморфогенні і т. д.); розробка методів діагностики, технології збагачення сортування дрібних природних алмазів.
Основні наукові досягнення - участь у відкритті та оцінці родовищ титану і титано-цирконієвих руд; виявлення нових типів алмазової сировини.
Один з авторів прогнозу і першовідкривачів унікальної підземної гідротехнічної системи під фортецею Джуфт-Кале (Чуфут-Кале), під Бахчисараєм.
Доктор геолого-мінералогічних наук, дійсний член Академії технологічних наук України (1993р. ). Автор понад 250 наукових публікацій та 12 винаходів.
Член Українського Інституту спелеології і карстології, член редакційної колегії журналу «Спелеологія і карстологія».
На честь Юрія Полканова названо мінерал полкановіт.

### Вчення про караїмів
Юрій Олександрович Полканов є відомим караїмом і активістом руху за відродження давньо-тюркської історичної та культурної спадщини у кримських караїмів. З 1989 року неодноразово обирався членом Президії Всеукраїнської Асоціації кримських караїмів і Кримської Асоціації «Кримкарайлар», 16 років є незмінним керівником Наукової Ради Асоціації, активно сприяв становленню та розвитку національно-культурного руху, брав участь в організації етнокультурних експозицій та реставраційних робіт у кенасі Чуфут-Кале, автор відкриття підземної гідротехнічної споруди біля міста-фортеці Чуфут-Кале, організатор і учасник міжнародних молодіжних трудових таборів на Чуфут-Кале.
Брав участь у розробці й ухваленні державної програми «Заходи щодо державної підтримки збереження культурної спадщини кримських караїмів і кримчаків на період до 2005 року», проведення другого національного з'їзду кримських караїмів, на якому був одноголосно обраний членом Вищої Ради кримських караїмів України. Активний учасник міжнародних конференцій і симпозіумів по караїмізму (Росія, Франція, Литва, Австрія, Кіпр та інші).
Автор робіт в області етнокультури кримських караїмів (близько 50 публікацій), упорядник збірника кримських караїмських легенд і переказів. Його точка зору на минуле кримських караїмів нерідко наводиться в російських і українських ЗМІ та наукових роботах інших авторів.
Будучи керівником Наукової Ради Кримської Асоціації «Кримкарайлар», Полканов є ключовою фігурою у формуванні історичної свідомості кримських караїмів.

## Нагороди і звання
- Лауреат Державної премії України в галузі науки і техніки (1996);
- Почесний розвідник надр України (2005);
- Заслужений працівник культури Автономної Республіки Крим;
- Лауреат премії Автономної Республіки Крим (1996);
- Лауреат премії імені Казаса (1997);
- Звання «Людина 1997 року» за досягнення в науці (Американський біографічний центр)

Ю. А. Полканов увійшов до списку «500 видатних учених XX сторіччя в галузі геології», представлений в міжнародному довіднику «Хто є хто в алмазному світі». Також він нагороджений:
- 8 медалями ВДНГ, СРСР і УРСР (1970 - 1990);
- Знаком і дипломом першовідкривача родовища технічних алмазів (1990);
- За впровадження винаходу створеного після 20 серпня 1973 року, вручений нагрудний знак «Винахідник СРСР» (1974);
- Медаллю імені Лучицького (2000).

На честь Полканова Ю. О. названий мінерал полкановіт.

### Геологія
- Мікроскопічна оцінка розміру зерен дрібних алмазів з теригенних відкладів  / ВНДІ мінер. сировини; (Розробник. Полканов Ю. О. , Румянцев Г. С. ). — М. : ВИМС, 1987. — 5 с .; 20 см — (Метод. Рекомендації М-во геології СРСР, Наук. Рада з методами мінер. Исслед. ).
- Полканов, Юрій Олександрович. Мінерали Криму : Наук.-попул. нарис. — Сімферополь: Таврія, 1989. — 157, [2] с. , [8] л. мул. : Ил. ; 17 см. Библиогр. : с. 156 – 158. — 30000 екз.

### Путівники
- Полканов, Олександр Іванович. «Судак: Путівник» / А. І. Полканов, Ю. А. Полканов. — Сімферополь: «Таврія», 1981. — 127 с. : Ил. , 8 л. ил. ; 17 см.
- Полканов, Олександр Іванович. Судак: Путівник  / А. І. Полканов, Ю. А. Полканов. — Сімферополь: «Таврія», 1985. — 143 с. : Ил. , 8 л. ил. ; 17 см.

### Вчення про караїмів
1991 рік
- Ю. О. Полканов, «Караимское вероисповедание: истоки, отношения с другими конфессиями в Крыму и новейшая история»/ «Проблемы истории Крыма». Тези доповіді наукової конференції. Сімферополь, 1991.

1992 рік
- Ю. О. Полканов, «Пословицы и поговорки караимов»/ Матеріали із серії «Народы и культура», в. XIV. Караимы. Кн. 1. М. : РАН, Інститут етнології та антропології. 1992, с. 156 - 170;
- Ю. О. Полканов, «Караимские пословицы и поговорки, связанные с пищей»/ «Лебедева Э. И. Рецепты караимской кухни». Сімферополь, 1992, с. 261 - 263.

1993 рік
- Ю. О. Полканов, «Вступительное слово»/ С. Шапшал. «Караимы и Чуфт Кале в Крыму». Бахчисарай, 1993, с. 3 - 4;
- Ю. О. Полканов, «Кальф-Калиф С. М. Хаджи Серая Хан Шапшал». «Караимы и Чуфт Кале в Крыму». Бахчисарай, 1993, с. 34 - 37;
- Ю. О. Полканов, «Вероисповедание караимское»// «Наука и религия», 1993, № 9, с. 32 - 33;
- Ю. О. Полканов, «Культура крымских караимов. Вчера, сегодня, завтра»/ «Культура Крыма на рубеже веков (XIX—XX вв. )». Матеріали республіканської наукової конференції. Сімферополь, 1993, с. 24 - 26.

1994 рік
- Ю. О. Полканов, «Родовое гнездо караимов: Кырк-Ер-Кале-Чуфт-Кале (Чуфут-Кале): Стихи. Предания. Фольклор. Фотографии»/ Ю. О. Полканов; Караїмський національний центр благодійності, культури і розвитку «Карайлар». — М. : Б. и.  1994. — 40 с.
- Ю. О. Полканов, «Обряды и обычаи крымских караимов-тюрков: Женитьба, рождение ребенка, похороны»/ Бахчисарай: Б. и. , 1994. — 52 с.  19 см;
- Ю. О. Полканов, «Предыстория»/ «Полканов А. И. Крымские караимы». Бахчисарай, 1994, с. 3 - 6;
- Ю. О. Полканов, «Национальный костюм крымских караимов»// «Известия Крымского Республиканского краеведческого музея», 1994, № 7, с. 22 - 31;
- Ю. О. Полканов, «Караїми-караї в Україні»/ «Буклет Караїмська культура в Україні: вчора, сьогодні…завтра?» Київ, 1994. — 8с
- Ю. О. Полканов, «С. С. Крым, патриот Крыма»// «Къарай хабэрлер», 1994, № 4, с. 1;
- Ю. О. Полканов, «Кровная месть у крымских караимов (караев)»// «Къарай хабэрлер», 1994, № 7, с. 2;
- Ю. О. Полканов, «Крымские караимы: проблема сохранения этноса (тезисы доклада)»// «Къарай хабэрлер», 1997, № 27, с. 1.

1995 рік
- Ю. О. Полканов, «Пословицы и поговорки крымских караимов» / Бахчисарай: Б. и. , 1995. — 78 с. , 20 см;
- Ю. О. Полканов, «Караимская семья: история, традиции, проблемы сохранения»/ «Семья-94». Матеріали міжнародної науково-практичної конференції. Сімферополь, 1995, с. 22 - 24;
- Ю. О. Полканов, «Русские караимы»// «Брега Тавриды», 1995, № 4 - 5, с. 216 — 218;
- Ю. О. Полканов, «Предисловие»/ «Полканов А. И. Крымские караимы (караи — коренной малочисленный тюркский народ Крыма)». Париж, 1995, с. 7 - 14;
- Ю. О. Полканов, «Культ священных дубов»// «Караимские вести», 1995, № 16, с. 1;
- Ю. О. Полканов, «Патриот Крыма (С. Крым)»/ Новий град, Сімферополь, 1995, с. 42 - 494;
- Ю. О. Полканов, «Легенды и предания караев (крымских караимов-тюрков)»/ Ю. О. Полканов ; Асоціація кримських караїмів «Крымкарайлар», Молодіжний караїмський центр — Сімферополь: Б. и. , 1995. — 66,с.  20 см.

1996 рік
- Ю. О. Полканов, «Караимы-тюрки в многонациональной семье народов Крыма»/ «Проблемы политической истории Крыма». В. 1. «Проблемы межнациональных отношений в Крыму в XX столетии». Сімферополь, 1996, с. 29 - 31;
- Ю. О. Полканов, «Караи — крымские караимы — тюрки»/ «Сквозь века. Народы Крыма». В. 2. Сімферополь, 1996, с. 16 - 40;
- Ю. О. Полканов, «Положение караимов (караев) в Крыму: прошлое и настоящее»/ Матеріали науково-практичної конференції «Проблемы политической истории Крыма: итоги и перспективы». Сімферополь, 1996, с. 67 - 70;
- Ю. О. Полканов, «Караимы»// «Крымуша», 1996, № 9, с. 5 - 6;
- Ю. О. Полканов, «Караимская кухня»// «Къарай хабэрлер», 1996, № 24, с. 1;
- Ю. О. Полканов, «Кальф-Калиф С. М. Хаджи Серая Хан Шапшал (1873 – 1961)» (коротка справка)// «Брега Тавриды», 1996, № 4 - 5, с. 176 — 177.

1997 рік
- Ю. О. Полканов, «Занятия и быт караимов Крыма» // «Караимские вести», 1997, № 27, с. 4;
- Ю. О. Полканов, «Слово о древних обрядах»// «Караимские вести», № 28, с. 1;
- Ю. О. Полканов, «Бизим йол», «Меджума»// «Караимские вести», № 29, с. 2;
- Ю. О. Полканов, «Казас Борис Ильич»// «Караимские вести», № 30, с. 2;
- А. Ю. Полканова,  О. Полканов, «Последний слуга старой России генерал Яков Кефели»// «Брега Тавриды», 1997, № 23, с. 251 - 253;
- Ю. О. Полканов, «Караи — крымские караимы — тюрки. История, Этнография. Культура». Сімферополь, 1997. — 149с. (на російській і англійській мові);
- Ю. О. Полканов, «Занятия и быт караимов Крыма»// «Къарай хабэрлер», 1997, № 27, с. 1;
- Ю. О. Полканов, «Пословицы и поговорки»/ «Караимская народная энциклопедия». М. , 1997, т. 3, с. 275 - 316;
- Ю. О. Полканов, «Легенды и предания караев»/ «Караимская народная энциклопедия». М. , 1997, т. 3, с. 317 — 338.

1998 рік
- Ю. О. Полканов, «Если судьбе будет угодно»/ «Вдохновленный Крымом». «Полуденный альманах». Москва-Сімферополь, 1998, с. 188 - 194, 282;
- Ю. О. Полканов, «Караимский фольклор»/ «Караимские вести», 1998, № 5, с. 1.

1999 рік
- Ю. О. Полканов, Т. А. Богославська, «Культура коренных народов Крыма во времени и пространстве: крымские татары и крымские караимы»//«Аргамак», 1991, № 1, с. 168 — 175;
- Ю. О. Полканов, «Перекресток согласия (интервью)»// «Остров Крым», 1999, № 4, с. 50-51;
- Ю. О. Полканов, «Караїмська релігія та її історична доля»/ «Історія релігії в Україні. Навчальний посібник». Київ: «Знання», 1999, с. 446 - 455;
- Бараш Я. И., Ю. О. Полканов, «Особенности национальной кухни крымских караимов (караев»)/ «III Конгресс этнографов и антропологов России. Тезисы докладов». М. , 1999. с.235;
- Ю. О. Полканов, «Забытый журнал»/ «Таврика», 1999, с. 103 — 107;
- М. С. Сарач, Ю. О. Полканов, Происхождение крымских караев (караимов). «Караимская народная энциклопедия». М. , 1999. т. 4. — 184 с. .

2000 рік
- Т. А. Богославська, Ю. О. Полканов, «Этнокультурное наследие крымских караимов»// «Altin Besik», 2000, b. 7, с. 169 — 174;
- Ю. Б. Коген, Ю. О. Полканов, "Золотой фонд музыкального фольклора народов Крыма// «Караимские вести», 2000, № 1/53), с. 1;
- Ю. О. Полканов, «Кримські караїми — малочисельний корінний народ України»// Кримські студії: «Информационный бюллетень», 2002, № 2, с. 36 - 38;
- Ю. О. Полканов, «Crimean karaites, a small indigenous people of Ukraine»// Кримські студії: «Информационный бюллетен», с. 85 - 87;
- Ю. О. Полканов «Последний звонок»// «Къарай хабэрлер», 2000, № 6. .

2001 рік
- А. І. Полканов, Ю. А. Полканов, А. Ю. Полканова «Судак. Путеводитель». Сімферополь: «Бизнес-Информ», 2001. — 152 с.
- Ю. О. Полканов, Ю. І. Шутов, «Открытие подземного хода у стен древней крепости Чуфут-Кале (Джуфт-Кале)»/ Москва-Крим. «Историко-публицистический альманах». М. , 2001, в. 3, с. 327 — 332;
- Ю. О. Полканов, «Кысмэт болса… Если судьбе будет угодно…»/ «Кримські караїми в Україні. Науково-допоміжний бібліографічний показчик (1917—1941)». Київ, 2001, с. 7 - 9;
- Ю. О. Полканов, Ю. І. Шутов, К Штойко, «Страницы памяти. „Слова отцов“. Обычаи и суеверия. Блюда карайской кухни». Сімферополь, 2001, с. 6;
- Ю. О. Полканов, Ю. І. Шутов, «Кырк Йер раскрывает тайны»// «Брега Тавриды», 2001, № 6, с. 330 - 336;
- Ю. О. Полканов, О. Ю. Полканова, Т. А. Богославська, «Культура питания крымских караимов (караев)»// «Культура народов Причерноморья», 2001, № 26, с. 107 - 117;
- Ю. О. Полканов, О. Ю. Полканова, Т. А. Богославська, «Национальная кухня крымских караимов (караев)»/ «Традиционная пища, как выражение этнического самосознания». М. : «Наука», 2001, с. 250 - 261.

2002 рік
- Ю. О. Полканов, Ю. І. Шутов, «Открытие „Тайного пути“ в древней крепости Джуфт Кале в Крыму»/ «Спелеолистическое исследование». «Ежегодник», в. 3. Москва, 2002, с. 62 - 68;
- А. Ф. Козлов, Ю. О. Полканов, Ю. І. Шутов, «Подземная система у стен Чуфут Кале роскрывает свои тайны. Сенсационная находка клада средневековых монет»/ Москва-Крим. «Историко-публицистический альманах». М. , 2002, с. 312 — 349.

2003 рік
- А. Ф. Козлов, В. В. Майко, Ю. О. Полканов, Ю. І. Шутов, «Кырк-Ерский клад близ Южных ворот городища Джуфт-Кале»// «Археологічні відкриття в Україні 201—2002 рр.» Київ: ІА НАН України, 2003, в. 5, с. 120 - 123.

2004 рік
- А. Ф. Козлов, Ю. О. Полканов, Ю. І. Шутов, «Кырк Йер раскрывает тайны. Часть ІІ. Клад»// «Брега Тавриды», 2004, № 1, с. 472 — 477;
- Ю. О. Полканов, Ю. І. Шутов, «Открытие подземного хода у стен древней крепости Чуфут-Кале (Джуфт-Кале»)/ Крим: «Историко-краеведческий альманах». В. 1. М. : АНОНЦ «Москвоведение». 2004, с. 232 - 236;
- А. Ф. Козлов, Ю. О. Полканов, Ю. І. Шутов, «Подземная система у стен Чуфут Кале (Джуфт-Кале) раскрывает свои тайны. Сенсационная находка клада средневековых монет»/ Крим: «Историко-краеведческий альманах». В. 1. М. : АНОНЦ «Москвоведение». 2004, с. 237 — 243;
- Ю. О. Полканов, Ю. І. Шутов, «Водоснабжение древней крепости Джуфт Кале»/ «Причерноморье, Крым, Русь в истории и культуре». Матеріали ІІ Судакської міжнародної конференції — ч. ІІ. Київ-Судак: «Академпериодика», 2004, с. 158 - 163;
- Ю. О. Полканов, Ю. І. Шутов, «Колодцы Мангуп Кале и Судакской крепости»/ Матеріали ІІ Судакської міжнародної конференції — ч. ІІ. Київ-Судак: «Академпериодика», 2004, с. 152 — 157;
- Ю. О. Полканов, Предисловие/ В. С.  Кропотов «Военные традиции крымских караимов». Сімферополь: «Доля», 2004. с. 4 - 6;
- Ю. О. Полканов, А. Ю. Полканова, Н. Будник, «Военные традиции крымских караимов (русско-караимский словарь)»/ Сімферополь: «Доля», 2004. , с. 130 - 143;
- Ю. О. Полканов, Ю. І. Шутов, «Подземные гидротехнические сооружения Чуфут Кале» / «Пещеры». Міжвузівський збірник наукових праць. Перм, 2004, с. 116 - 123;
- Ю. О. Полканов, А. Ю. Полканова, Ф. А. Алієв, «Фольклор крымских караимов. Къарайларнынъ улус Бильгиси.» Сімферополь, 2004. — 128 с.
- Ю. О. Полканов, «Караимский (карайский) язык» / «Ялпачик Г. С. 21 урок караимского языка (крымский диалект)». Сімферополь: «Доля», 2004. с. 96.

Газетні публікації:
- Ю. О. Полканов, «А. , Полюхович И. В. Улицы города и национальный вопрос»// «Крымская правда». 13. 05. 1990;
- Ю. О. Полканов, «Святыни народов Крыма»// «Курортный Крым», 1991, 20. 07. , № 138, с. 3;
- Ю. О. Полканов, «Вспомним о его заслугах (о С. Крыме)»// «Победа», 1992, 6. 02, № 2, с. 4;
- Ю. . Полканов, «Забытое имя — Соломон Крым» // «Крымская правда». 1992, 19. 01, № 11, с. 4;
- Ю. О. Полканов, «Крымские караимы. Историко-этнографическая справка»// «Слава труду», 1993, 20. 05, № 56, с. 2 - 3;
- Ю. О. Полканов, «Кальф-Калиф», «Славный сын своего народа. В рубрике к 120-летию С. М. Шапшала»// Слава труду, 1993, 20. 05, № 56, с. 2;
- Ю. О. Полканов, «Композитор А. А. Спендиаров…»// «Таврические ведомости», 1993, № 11, с. 4;
- Ю. О. Полканов, «Кримськи караїми»// «Кримська Світлиця», 1993, 31. 07, № 30;
- Ю. О. Полканов, «Скромный труженик С. М. Шапшал» // «Мещанская газета», 1994, січ., № 1, с. 12;
- Ю. О. Полканов, «Предисловие к легенде Алтын-Апай»// «Мещанская газета», 1994, січ. , № 1, с. 12;
- В. Ормели, Ю. О. Полканов "Невежество, ведущее к дестабилизации. О статье В. Потехина «Коренные и пристяжные…»// «Къырым», 2004, 13. 02, с. 2.